# Adib Kheir
Pour les articles homonymes, voir Kheir.

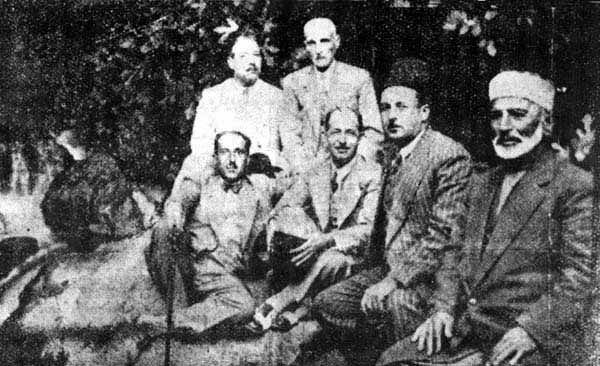
de gauche à droite: Shukri al-Quwatli (futur président), Saadallah al-Jabiri (futur Premier ministre), Rida al-Shurbaji (cofondatrice du Bloc national), Sheikh Saleh al-Ali, commandant du littoral syrien Révolte de 1919. En arrière plan de gauche à droite, Hajj Adib Kheir et Ibrahim Hananu, commandant de la révolte d'Alep.

Adib Kheir (en arabe : أديب الخير), marchand de Damas, est l'un des principaux nationalistes syriens des années 1920. 
Il est propriétaire de la Librairie Universelle de Damas.  
Il a été initié en 1910 à la loge Light of Damascus à l'Orient de Damas sous juridiction de la Grande Loge d’Écosse et a été en 1938, Haut Dignitaire de la Grande Loge de Syrie.